# Lourosa (Santa Maria da Feira)
Lourosa é uma cidade portuguesa sede da Freguesia de Lourosa do Município de Santa Maria da Feira, freguesia com 5,77 km² de área e 8003 habitantes (censo de 2021), tendo, por isso, uma densidade populacional de 1 387 hab./km².
Em 25 de setembro de 1985 a povoação de Lourosa foi elevada à categoria de vila, e em 19 de Abril de 2001 a vila foi elevada à categoria de cidade.

## Geografia
A freguesia de Lourosa confina a norte com as freguesias de Mozelos e Argoncilhe, a Sul com a de S. João de Vêr, a este com a de Fiães e a oeste com a de Lamas.
A freguesia de Lourosa é constituída por vinte e um lugares: Aldeia Nova, Aldeiro, Além, Azenha, Boco, Cadinha, Casalinho, Casalmeão, Casas, Espinheira, Giestal, Igreja, Lavoura, Lourosa, Lourozela, Monte, Paço, Ribeira, Vendas de Baixo, Vendas Novas e Vila Verde.

## História
O documento mais antigo que faz referência a Lourosa é datado de 1009 ("Laurosa"), por isso, depreende-se que Lourosa é anterior à formação e organização de Portugal. Lourosa é novamente referênciada em documentos de 1155, 1234, e 1251.
Quanto à origem do topónimo Lourosa, existem duas versões populares, idênticas.
Uma das versões atribui o nome à junção de louro, que havia em abundância no local, mais Rosa, o nome de uma linda rapariga que ali vivia. Com o passar dos anos ter-se-à dado a fusão e surgido Lourosa.
Outra lenda etiológica, também de cariz popular e de transmissão oral, explica o nome, como advindo de uma planta: o loureiro, dado existirem muitos na região. Também assim se explique o seu nome de outrora, "Laurosa", que deriva do termo latino românico "laurus" e, cujo significado, é precisamente louro; loureiro.
Lourosa conta com uma igreja situada no arraial e uma capela situada no largo da Feira dos Dez. Como pontos mais atractivos, pode-se visitar o Parque da Cidade na Encosta d'Além, o Zoo de Lourosa ou o largo da Feira dos Dez.
Lourosa é conhecida actualmente como a cidade dos três "C": Cidade Capital da Cortiça, devido à forte presença da indústria da cortiça.

### O cerco de 1964
O Cerco a Lourosa aconteceu no dia 14 de Outubro de 1964, na então aldeia de Lourosa, da Vila da Feira, quando a Igreja decide transferir o padre Damião. A população descontente, faz vigias durante vários dias à porta da igreja, reclamando «Damião é nosso!». 
Perante tamanha contestação do povo, em pleno estado novo, Salazar envia jipes com centenas de militares da GNR armados que cercaram a aldeia, matando duas jovens e ferindo mais vinte pessoas.

## Demografia
A população registada nos censos foi:
| Distribuição da População por Grupos Etários | Distribuição da População por Grupos Etários | Distribuição da População por Grupos Etários | Distribuição da População por Grupos Etários | Distribuição da População por Grupos Etários |
| -------------------------------------------- | -------------------------------------------- | -------------------------------------------- | -------------------------------------------- | -------------------------------------------- |
| Ano                                          | 0-14 Anos                                    | 15-24 Anos                                   | 25-64 Anos                                   | > 65 Anos                                    |
| 2001                                         | 1697                                         | 1297                                         | 5289                                         | 921                                          |
| 2011                                         | 1235                                         | 1027                                         | 5012                                         | 1362                                         |
| 2021                                         | 854                                          | 861                                          | 4452                                         | 1836                                         |

## Património
- Igreja Matriz de São Tiago
- Capela de São Miguel e de Santa Luzia (Capela da Feira dos Dez)
- Capela das Almas
- Troço de calçada romana
- Avenida das Cruzes - Calvário
- Antiga residência paroquial
- Edifício da Escola d D. Margarida Granja
- Parque Ornitológico de Lourosa

## Desporto
Clubes
- Lusitânia de Lourosa Futebol Clube

Equipamentos
- Estádio do Lusitânia
- Academia Forte Paixão - Lusitânia de Lourosa
- Pavilhão Gimnodesportivo
- Pista de Atletismo
- Piscina Municipal- pólo de Lourosa
- Circuitos de manutenção no parque da cidade

## Cultura e Lazer
- Biblioteca Municipal- pólo de Lourosa
- Casa da Cultura
- Festival da Juventude- realizado anualmente em Setembro.
- Parque da Cidade (Encosta d´Além)
- Zoo de Lourosa - Parque Ornitológico
- Festa em Honra a São Miguel e Santa Luzia ( 29 de setembro )
- Festa em Honra a Nossa Senhora da Saúde, São Tiago e Santo António  (15 de agosto)

Associações
- Associação Aliança da Família Cadete
- Associação Columbófila de Lourosa
- Associação Desportiva e Cultural dos B.V.L.
- Associação Peles Vermelhas
- Alfaia Viva
- Cavaquinhos de Lourosa
- Centro Cultural "Os Vilaverdenses"
- Centro C. R. "Os Malmequeres de Lourosa"
- Clube Columbófilo Vilaverdense
- Fanfarra de Lourosa
- Gabinete da Juventude
- Grupo Cénico
- Grupo Cultural e Recreativo "Os Cortiçeiros"
- Grupo de Caçadores de Lourosa
- Grupo Solidariedade
- Grupo Recr. de Intervenção da Lourocoop
- Os Protectores do Ambiente
- Sociedade Columbófila do Fundo da Feira
- Associação Desportiva Lourosa Em Movimento